# Alexis Miellet
Alexis Miellet, född 5 maj 1995, är en fransk friidrottare som tävlar i medeldistanslöpning och hinderlöpning.

## Karriär
Vid europamästerskapen i friidrott 2024 tog han guld på på 3 000 meter hinder.